# Sant Llorenç d'Espinavessa
Sant Llorenç d'Espinavessa és una església del municipi de Cabanelles (Alt Empordà) inclosa en l'Inventari del Patrimoni Arquitectònic de Catalunya.

## Descripció
Situada dins del petit nucli del poble d'Espinavessa, al sud del municipi de Cabanelles al qual pertany.
Església d'una sola nau amb capelles laterals i capçalera poligonal orientada al nord. La nau està coberta amb volta de canó i llunetes, fragmentada per dos senzills arcs torals de les mateixes característiques que l'arc triomfal. L'absis presenta una volta semicircular decorada amb llunetes. Ambdues voltes es recolzen damunt una gran cornisa motllurada que recorre la part superior dels murs laterals de l'edifici. Les capelles laterals, no marcades en planta, estan cobertes amb simples voltes de canó. La sagristia està adossada al costat de llevant de l'absis, dins del recinte del cementiri, i presenta la llinda de la porta d'accés gravada amb la data 1781 i una finestra rectangular emmarcada amb carreus de pedra ben desbastats. La façana principal, orientada a migdia, presenta una portalada rectangular emmarcada amb carreus de pedra i dues pilastres que sostenen un entaulament motllurat, damunt del qual s'observa l'arc de descàrrega fet de maons que alleugera el pes del mur. Destaca el treball del ferro forjat de la porta de fusta. Damunt la portalada hi ha una fornícula de mig punt amb la coberta apetxinada i la imatge de sant Llorenç a l'interior. Per sobre la fornícula hi ha un rosetó adovellat. Tots aquests elements de la façana estan bastits en pedra calcària blanca. A l'extrem sud-oest s'alça el campanar de torre, de planta quadrada i coberta piramidal, amb quatre finestrals d'arc apuntat a la part superior. Cal mencionar que es conserven diversos elements procedents probablement de l'antic temple romànic i integrats a la construcció actual, com ara un carreu esculpit amb motius animals integrat al parament exterior del mur oest, una làpida gòtica del segle xiv al costat dret de la porta d'accés i l'ossari del cavaller Bernat de Sa Palma dins la sagristia del temple, reconvertit en rentamans.
La construcció és bastida en pedra de diverses mides i pedruscall, disposat en filades més o menys regulars, i amb carreus ben escairats a les cantonades. L'interior del temple està arrebossat i pintat de colors força vius.

## Història
La primera menció documental de Sant Llorenç d'Espinavessa data dels anys 1279 i 1280 a les Rationes Decimorum amb el nom de ecclesia de Spinaversa. Els anys 1315 i 1362, és anomenada Sancti Laurenci de Spinavessa i figura als nomenclators del segle xiv com a Ecclesia parrochialis Sancti Laurentii de Spinavessa, encara que el lloc de Spinaversa és documentat per primera vegada els anys 910 i 948.
L'actual església fou construïda entre 1790 i 1804, reaprofitant carreus del temple romànic anterior.